# Meliosma sirensis
Meliosma sirensis es una especie de planta con flor en la familia de las Sabiaceae. 
Es endémica de Perú. Está amenazada por pérdida de hábitat.

## Fuente
- World Conservation Monitoring Centre 1998. Meliosma sirensis. 2006 IUCN Lista Roja de Especies Amenazadas; bajado 22 de agosto de 2007

- Datos: Q1330430